# 普卡奧爾霍山
13°10′29″S 72°1′13″W / 13.17472°S 72.02028°W
普卡奧爾霍山（Pucaorjo），是秘魯的山峰，位於該國南部庫斯科大區的卡爾卡省，處於西里瓦尼山東北面、薩瓦西賴山西北面、帕羅爾霍山以東，屬於安第斯山脈中烏魯潘帕山脈的一部分，海拔高度4,776米。